# World Naked Gardening Day

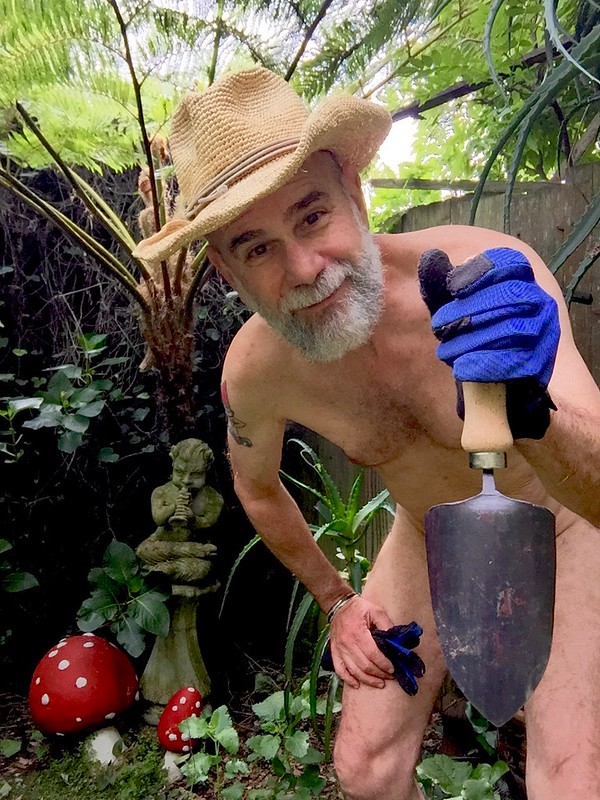
Obchody WNGD w Kalifornii (USA)

World Naked Gardening Day (WNGD), (pol. Światowy Dzień Nagiego Ogrodnictwa) –  coroczna międzynarodowa impreza,  obchodzona w pierwszą sobotę maja,  polegająca na wykonywaniu prac w ogrodzie całkowicie nago. Ma na celu kreowanie pozytywnego wizerunku nagiego ciała w harmonii z przyrodą.
WNGD zostało zainicjowane w 2005 r. w USA i jest organizowane przez Marka Storeya, redaktora magazynu Nude & Natural i permakulturzysty Jacoba Gabriela, jako projekt Body Freedom Collaborative (BFC).